# Hippocampus bargibanti
Hippocampus bargibanti es una especie de pez de la familia Syngnathidae en el orden de los Syngnathiformes.
Su nombre común es caballito de mar pigmeo, ya que apenas supera los 2 cm de tamaño, lo que le convierte en una de las especies de caballitos de mar más pequeñas del planeta.
Otra de sus peculiaridades es, la impresionante capacidad mimética de este animal con su hábitat, las gorgonias del género Muricella; siendo uno de los más conseguidos camuflajes del reino animal. Su efectividad es tal, que la especie no se descubrió hasta que se examinó en el laboratorio una de sus gorgonias hospederas.

## Morfología

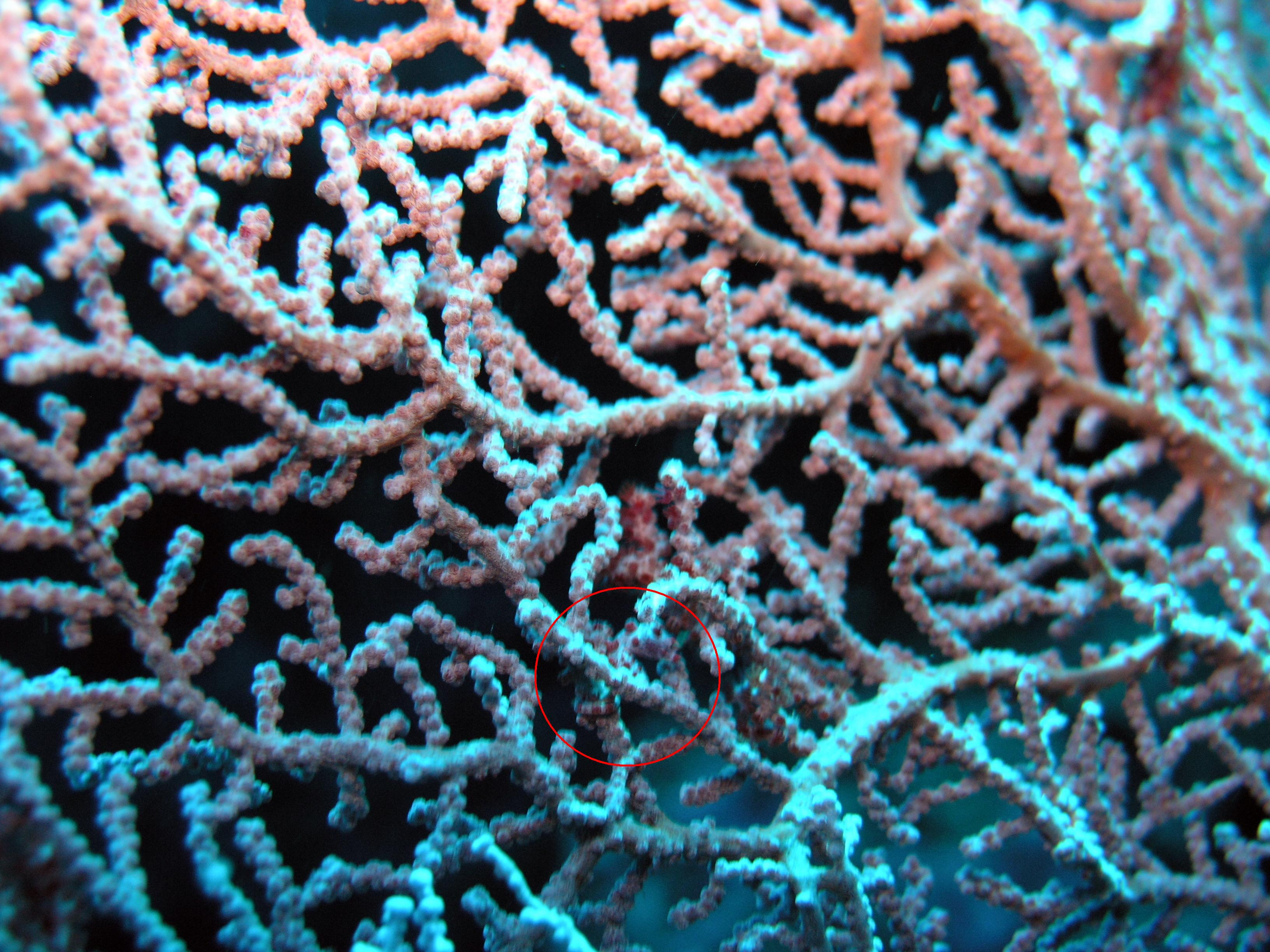
Hippocampus barbiganti camuflado con Muricella plectana

Su cuerpo está recubierto de tubérculos que imitan los pólipos de la gorgonia que habitan. Asimismo, presenta dos patrones de coloración, según la especie de gorgonia que habite. Los hospedados en la especie Muricella plectana, son de color gris pálido o púrpura, con los tubérculos en rosa o rojo; y los que habitan en la especie Muricella paraplectana, son amarillos con los tubérculos en naranja.

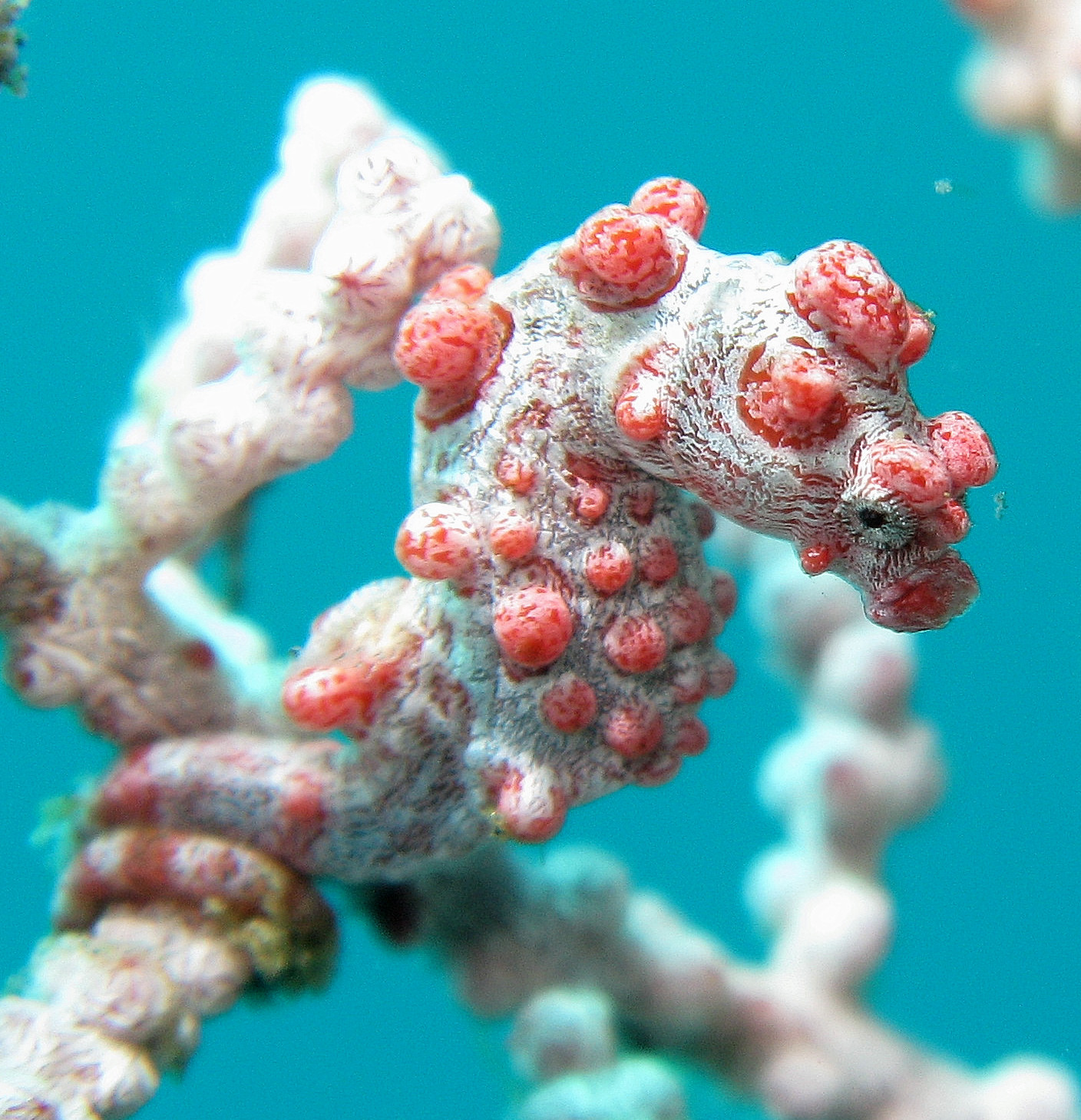
Variedad roja.
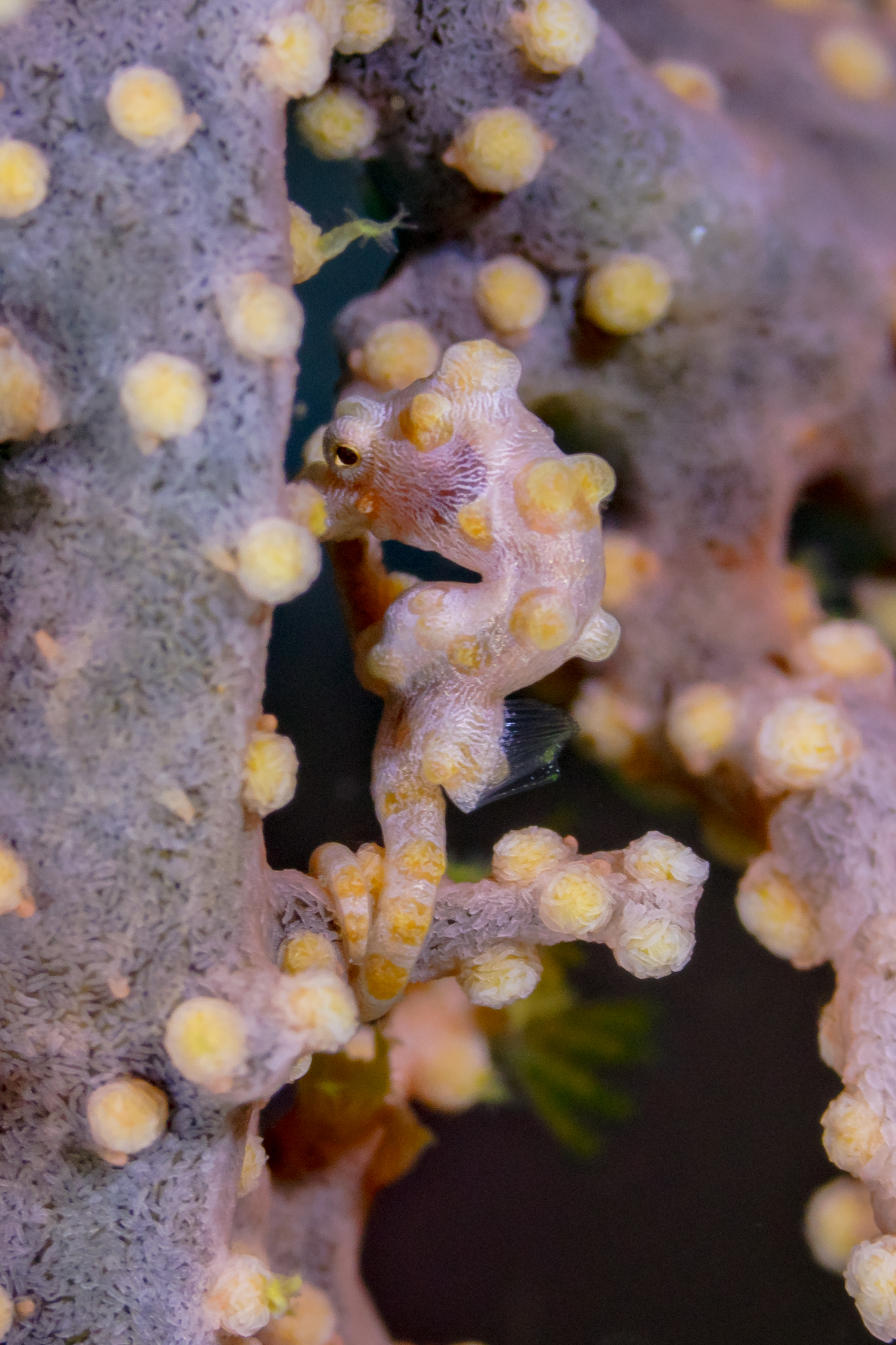
Variedad amarilla.

Tienen la cabeza y el cuerpo gruesos, con una nariz muy corta y una cola prensil larga. Poseen de 11-12 + 31-34 anillos, de 13 a 15 radios en la aleta dorsal, 10 radios en la aleta pectoral, una única espina ocular redondeada y prominente y una espina baja en el pómulo. Los anillos del cuerpo no se suelen reconocer, y la parte ventral de los segmentos troncales es incompleta.  
Los machos  pueden llegar alcanzar los 2,4 cm de longitud total, aunque normalmente no superan los 2 cm.

## Hábitat y distribución
Asociados a arrecifes, no son migratorios, y tan sólo se localizan en gorgonias del género Muricella, a profundidades entre 16 y 40 m.
Se encuentra en Indonesia, Filipinas, Papúa Nueva Guinea, Queensland (Australia) y Nueva Caledonia.

## Reproducción
Son ovovivíparos, pero con la peculiaridad, como todos los caballitos de mar, de que es el macho el que incuba y pare las crías.
La hembra tiene un apéndice ovopositor, para insertar los huevos maduros dentro de la bolsa incubadora del macho, en donde son fertilizados. Esta bolsa denominada marsupium, que permite diferenciar externamente los sexos, se transforma facilitando nutrientes a los embriones, los que, en unas tres semanas, saldrán al exterior. Una vez fuera, los alevines son totalmente independientes de sus padres, no recibiendo cuidado alguno de ellos.
Viven en pareja y, posiblemente, son monógamos. Tienden a agruparse en una misma gorgonia, habiéndose reportado hasta 28 parejas en una misma gorgonia.

## Galería

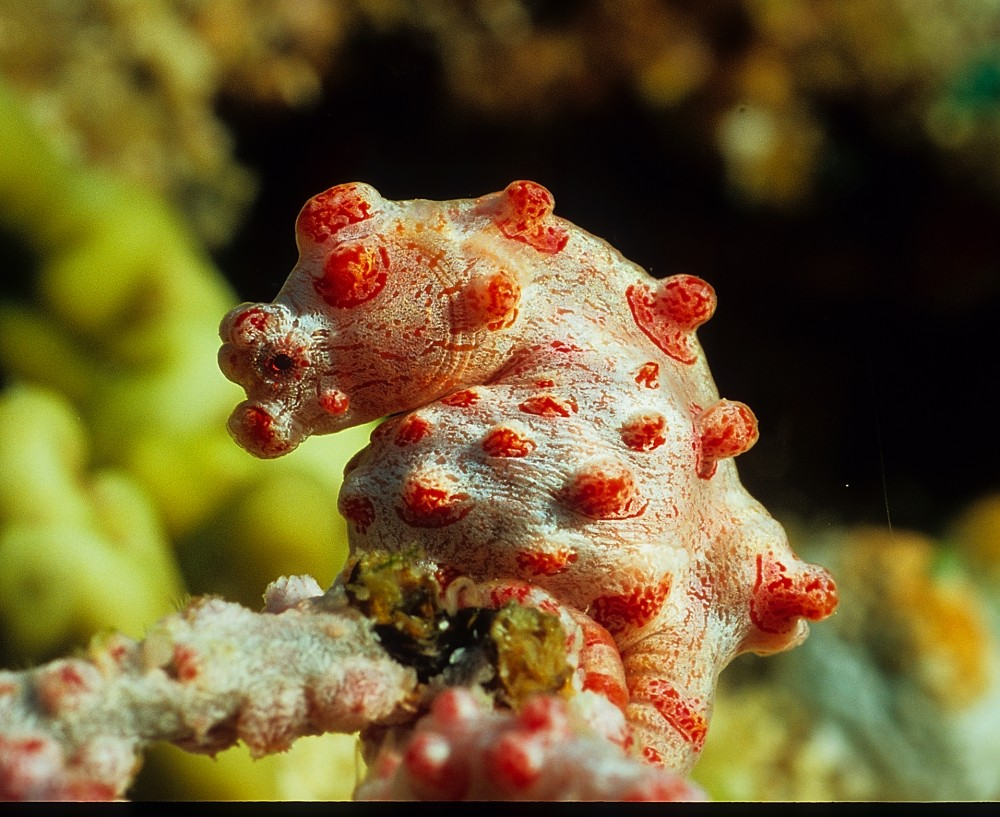
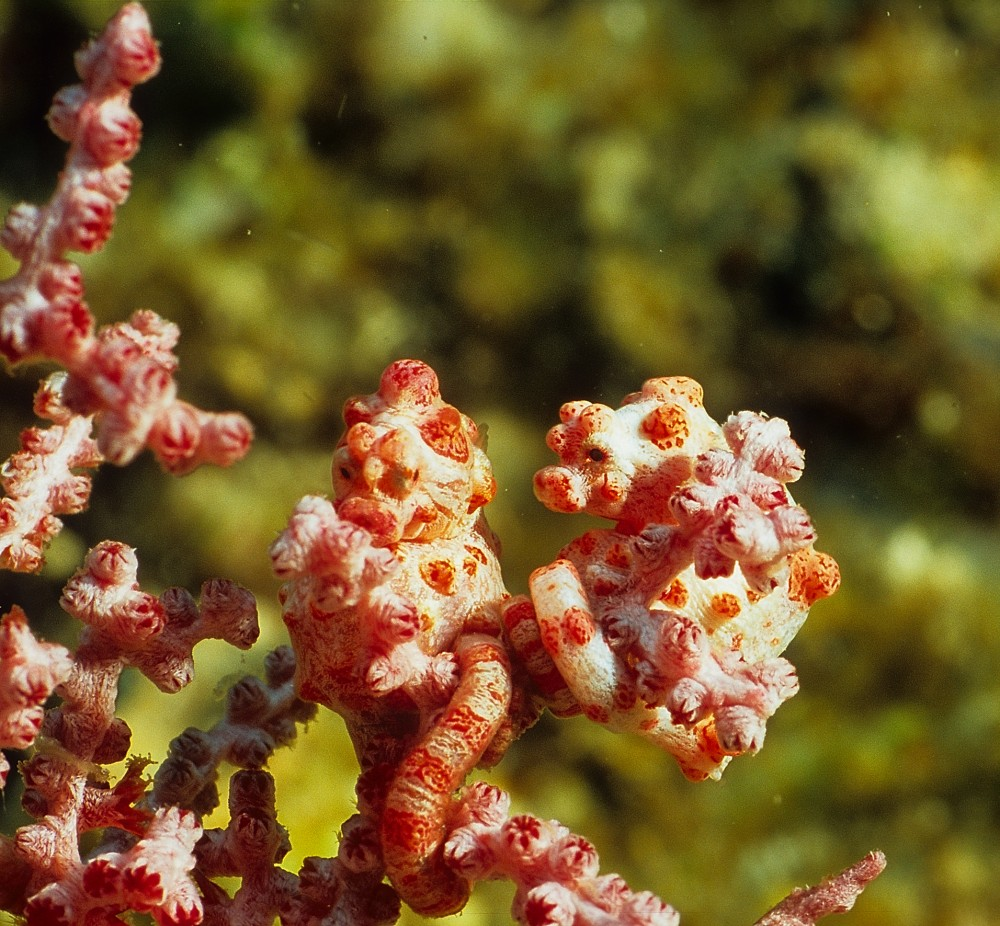
Pareja de H. bargibanti
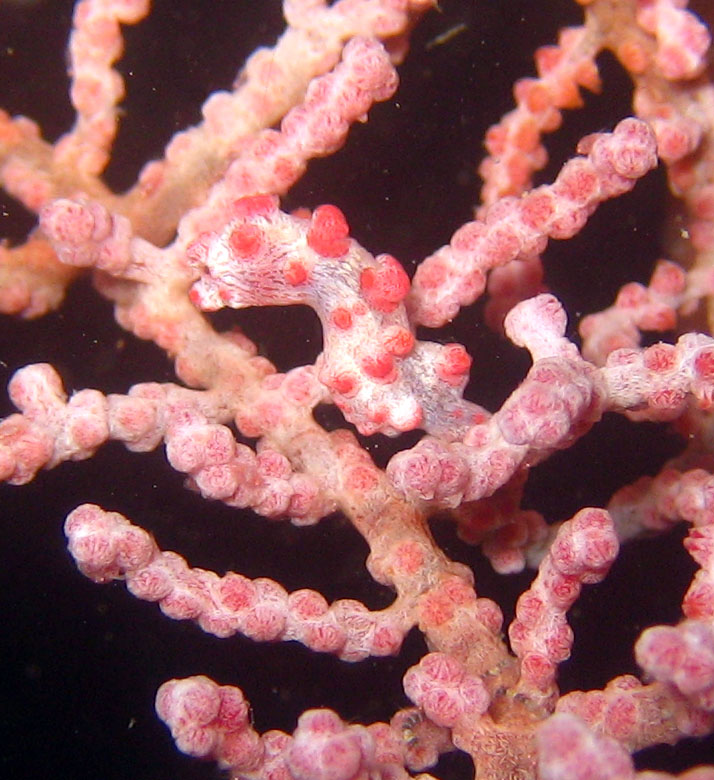
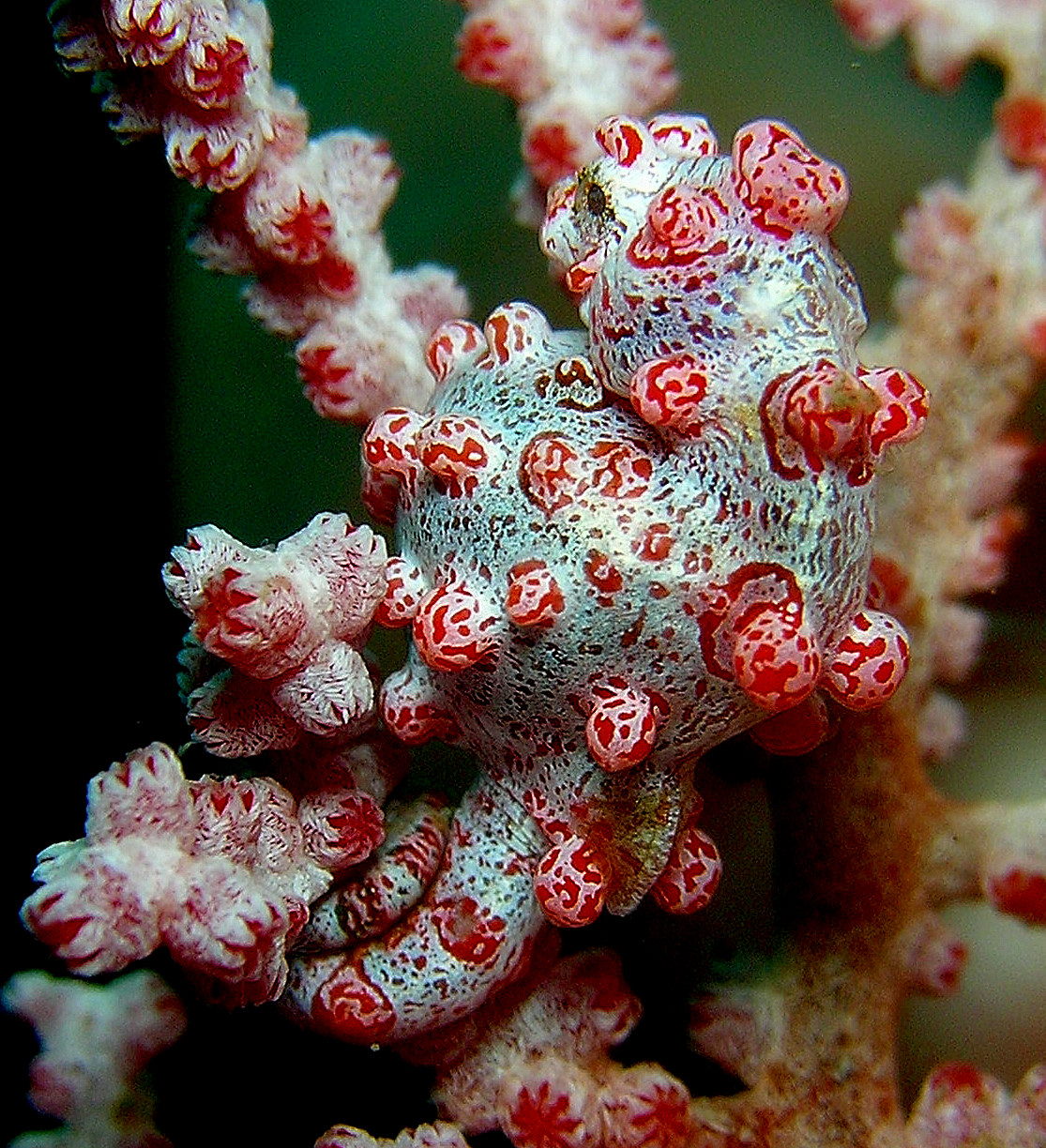
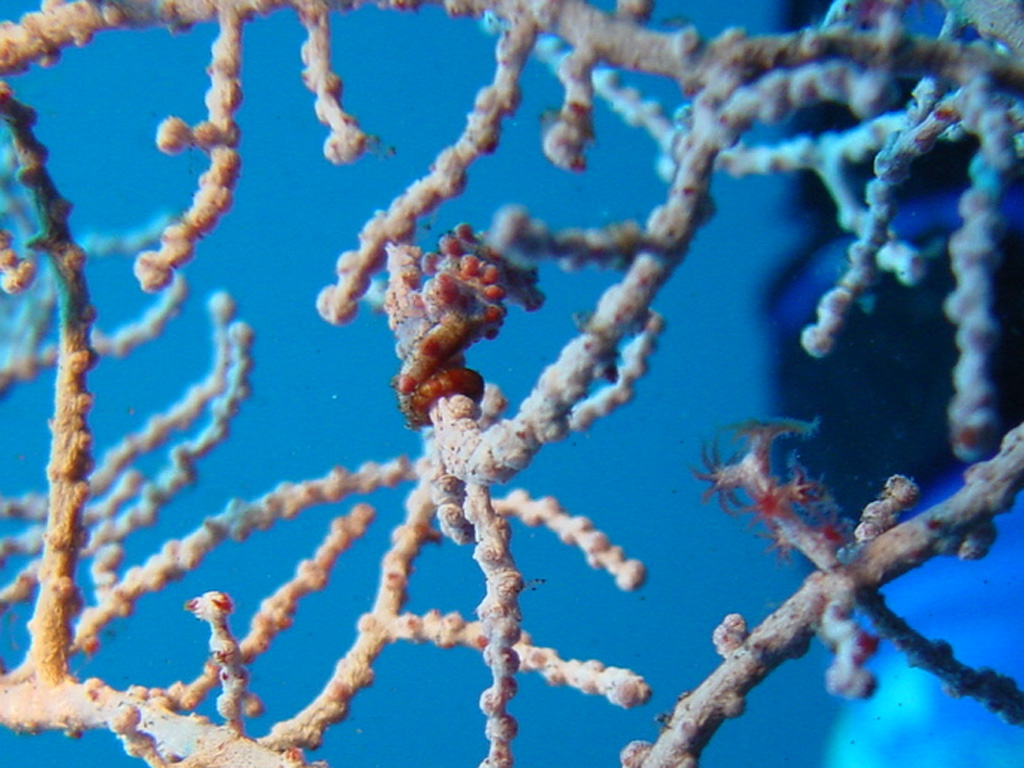
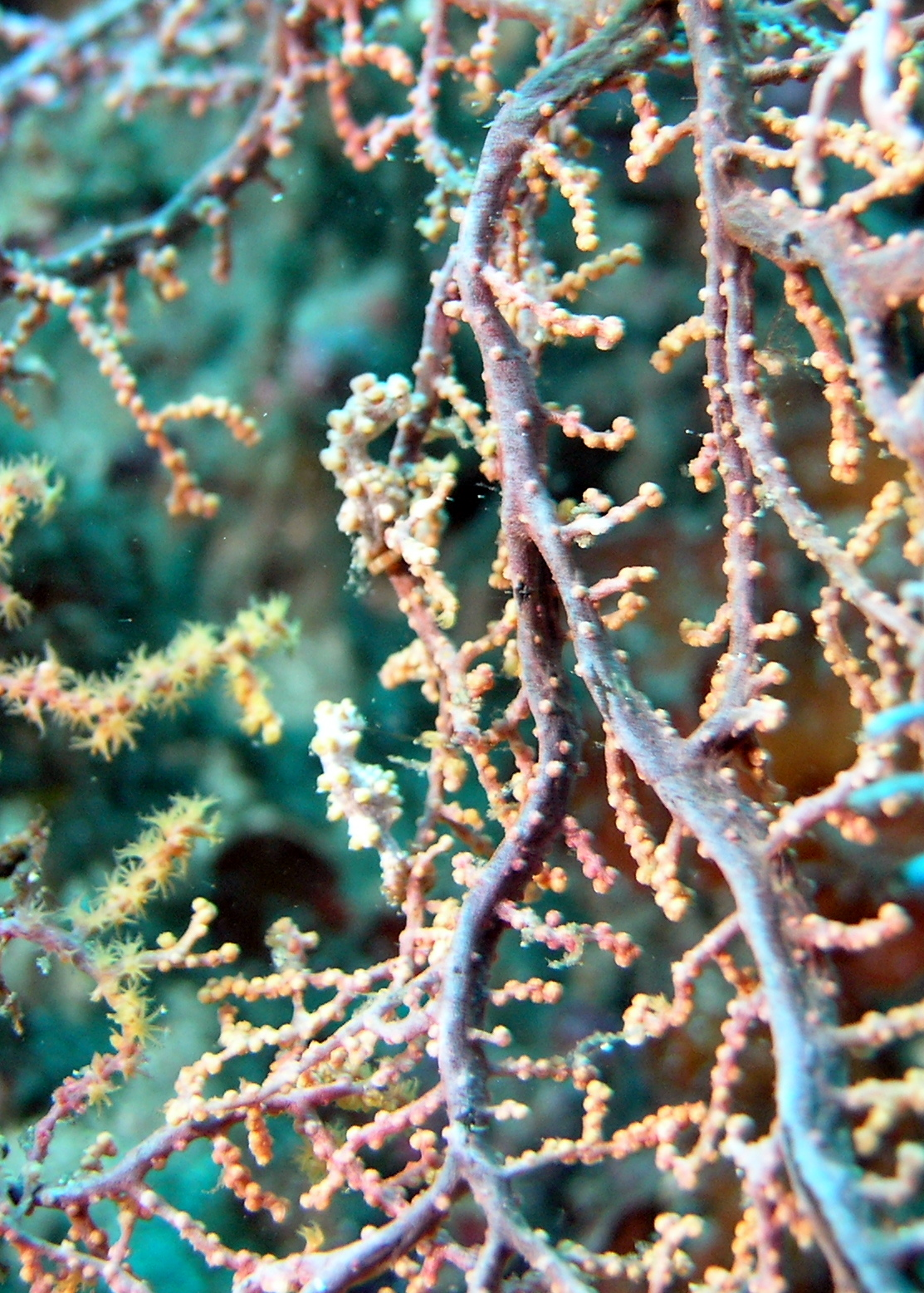
Variedad amarilla